# Nguyễn Văn Cừ
Nguyễn Văn Cừ (9 tháng 7 năm 1912 - 28 tháng 8 năm 1941) là Tổng Bí thư thứ tư của Đảng Cộng sản Đông Dương từ năm 1938 đến năm 1940.

## Tiểu sử
Nguyễn Văn Cừ sinh trong một gia đình Nho giáo, quê ở xã Phù Khê, tổng Nghĩa Lập, huyện Đông Ngạn, phủ Từ Sơn, tỉnh Bắc Ninh (nay là phường Phù Khê, thành phố Từ Sơn, tỉnh Bắc Ninh). Cụ tổ 17 đời của ông là Nguyễn Trãi.
Năm 1927, ông lên Hà Nội học trung học ở trường Bảo hộ và tham gia nhiều hoạt động yêu nước của học sinh. Đầu năm 1928, ông tham gia Việt Nam Thanh niên Cách mạng Đồng chí Hội. Tháng 5, ông bị chính quyền thực dân đuổi học, phải ra làng Hà Lỗ (Đông Anh) dạy học. Tháng 8, ông bị bắt và giam giữ 12 ngày. Sau khi ra trại giam, ông được Bí thư Tỉnh bộ Bắc Ninh Ngô Gia Tự giới thiệu cho Bí thư Thành bộ Hải Phòng Nguyễn Đức Cảnh, cử đến hoạt động ở khu mỏ Vàng Danh (Uông Bí) với bí danh Phùng.
Ngày 17 tháng 6 năm 1929, Nguyễn Văn Cừ được kết nạp vào chi bộ Đông Dương Cộng sản Đảng đầu tiên ở Hà Nội. Tháng 9, ông được điều về Thành ủy Hải Phòng, sau đó đến hoạt động ở mỏ Mạo Khê với bí danh Phùng Ngọc Tường. Năm 1930, Đảng Cộng sản Việt Nam ra đời, ông được Nguyễn Đức Cảnh điều đi hoạt động ở các khu mỏ thuộc Quảng Yên, Hải Ninh. Tháng 10, ông được Xứ ủy Bắc Kỳ cử làm Đại diện của Xứ ủy bên cạnh Đặc khu ủy Hồng Gai – Uông Bí do Vũ Văn Hiếu làm Bí thư. Ngày 15 tháng 2 năm 1931, trên đường từ Cẩm Phả về Hòn Gai, ông bị thực dân Pháp bắt, kết án khổ sai, đày đi Côn Đảo.
Tháng 11 năm 1936, ông được trả tự do, về hoạt động bí mật ở Hà Nội. Nguyễn Văn Cừ đã tập trung vào công tác khôi phục cơ sở Đảng khôi phục và đẩy mạnh phong trào đấu tranh của nhân dân và đã thành công trong việc lập lại Xứ ủy Bắc kỳ và trở thành ủy viên Thường vụ Xứ ủy Bắc Kỳ (tháng 3 năm 1937). Tháng 9 năm 1937, Nguyễn Văn Cừ được cử vào Ban Thường vụ Trung ương Đảng Cộng sản Đông Dương ở hội nghị Hóc Môn (Gia Định). Tại Hội nghị Ban chấp hành Trung ương (29 tháng 3 năm 1938), ông được bầu làm Tổng Bí thư khi mới 26 tuổi.
Tại Hội nghị Ban Chấp hành Trung ương tháng 3 năm 1938, Nguyễn Văn Cừ đã cùng Trung ương Đảng xây dựng Nghị quyết "kiểm điểm các công tác, vạch ra nhiệm vụ của Đảng trong thời kỳ mới, xác định vấn đề lập Mặt trận dân chủ thống nhất là một nhiệm vụ trung tâm của Đảng trong giai đoạn hiện tại". Ngay sau Hội nghị Ban Chấp hành Trung ương, ông đã xúc tiến ngay việc thành lập Mặt trận Dân chủ Đông Dương.
Dưới sự chỉ đạo trực tiếp của ông, Nghị quyết Hội nghị của Ban Chấp hành trung ương (tháng 11 năm 1939) đã quyết định những vấn đề quan trọng trong chuyển hướng chiến lược cách mạng. Đảng chủ trương tạm gác khẩu hiệu cách mạng ruộng đất và đề ra khẩu hiệu tịch thu ruộng đất của đế quốc và địa chủ phản bội quyền lợi dân tộc, chống tô cao, chống nặng lãi và tạm gác khẩu hiệu lập chính quyền xô viết công nông binh, thay bằng thành lập chính quyền cộng hòa dân chủ, thành lập Mặt trận Nhân dân Phản đế Đông Dương.
Ngày 17 tháng 1 năm 1940, Nguyễn Văn Cừ và Lê Duẩn, Vũ Văn Hiếu (có tài liệu ghi tên đồng chí là “Nguyễn Văn Hiếu”) bị bắt ở Sài Gòn với nhiều tài liệu quan trọng và bị tòa tiểu hình Sài Gòn kết án tù.
Sau cuộc khởi nghĩa Nam Kỳ 1940, ông bị thực dân Pháp ghép vào tội đã thảo ra "Nghị quyết thành lập Mặt trận thống nhất dân tộc phản đế Đông Dương", "chủ trương bạo động" và là "người có trách nhiệm tinh thần trong cuộc khởi nghĩa Nam Kỳ" và kết án tử hình.
Ngày 28 tháng 8 năm 1941, Nguyễn Văn Cừ bị bắn cùng lúc với một số đảng viên cộng sản khác như Hà Huy Tập, Nguyễn Thị Minh Khai, Võ Văn Tần, Phan Đăng Lưu... tại Ngã ba Giồng.

## Tác phẩm
- Các quyền tự do dân chủ với nhân dân Đông Dương, bút danh Trí Thành, Tan -Van -Hoa Tong-Tho, Sài Gòn, 1938
- Tự chỉ trích, bút danh Trí Cường, Tập sách Dân chúng xuất bản, Sài Gòn tháng 7 năm 1939, sau in trong Văn kiện Đảng toàn tập

v.v

## Viết về Nguyễn Văn Cừ
- Lê Duẩn: "Về tuổi đời anh Cừ kém chúng tôi và các anh Lê Hồng Phong, Hà Huy Tập từ 5 đến 10 tuổi nhưng anh là một trí tuệ lỗi lạc của Đảng, rất sắc sảo và nhạy bén về chính trị lại có khả năng đoàn kết và thuyết phục anh em".
- Võ Nguyên Giáp: "...Thật tự hào cho Đảng ta đã có một đồng chí Tổng Bí thư rất trẻ mà đã có tài năng lãnh đạo xuất sắc - đồng chí Nguyễn Văn Cừ".
- Hoàng Quốc Việt: "Nhớ ngày nào còn về Tam Sơn gặp Nguyễn Văn Cừ, rồi ngày ở Côn Đảo, mắt le lé nhìn, miệng hơi nhô ra tranh luận,... một trí tuệ siêu việt của Đảng đã mất rồi".

## Vinh danh
Tên của Nguyễn Văn Cừ được đặt cho các đường phố ở thành phố Hà Nội (đoạn Quốc lộ 5 nối cầu Chương Dương với Ngô Gia Tự), Thành phố Hồ Chí Minh (từ ngã sáu Cộng Hòa nối cầu Nguyễn Văn Cừ với Dương Bá Trạc), thành phố Đà Nẵng (từ đèo Hải Vân đến cầu Nam Ô), Đồng Hới (từ Cầu Vượt Thuận Lý tới Lê Lợi), Vũng Tàu (cắt đường Nguyễn An Ninh), Vinh, Cần Thơ, Hạ Long (từ Kênh Liêm đến Cầu Trắng - Vũ Văn Hiếu), Móng Cái (từ trường THPT Trần Phú đến phố Lý Công Uẩn), Tuy Hòa (nối đường Hùng Vương với đường Độc Lập), Rạch Giá, Phú Quốc, Bắc Ninh (khu vực phường Phù Khê), Pleiku (Nối P. Ia Kring,Pleiku Với Xã Ia Đêr,Huyện Ia Grai),Nhơn Trạch, Đồng Nai (Nối đường Trần Phú với Hùng Vương)...,
Nguyễn Văn Cừ còn là tên của nhiều trường trung học, trường đào tạo cán bộ (ví dụ như trường đào tạo cán bộ Nguyễn Văn Cừ tại Thành phố Hạ Long, Quảng Ninh, vùng đất nơi ông trưởng thành) và một số phường (ví dụ như phường Nguyễn Văn Cừ ở Quy Nhơn).
Khu di tích lưu niệm Nguyễn Văn Cừ được xây dựng tại quê hương ông tại khu phố Phù Khê Thượng, phường Phù Khê, thành phố Từ Sơn, tỉnh Bắc Ninh.
Tại xã Đa Tốn, huyện Gia Lâm, thành phố Hà Nội có một ngôi trường Trung học phổ thông mang tên Nguyễn Văn Cừ, đây là ngôi trường rộng thứ 3 thành phố Hà Nội và ở giữa khuôn viên trường có một bức tượng của ông.
Tại phường Mạo Khê, thị xã ĐôngTriều, tỉnh Quảng Ninh có 1 ngôi trường tiểu học của con em thợ mỏ đã được mang tên Nguyễn Văn Cừ. Trong khuôn viên nhà trường đã đặt tượng bán thân bằng đồng của ông. Cùng với đó, 1 tuyến đường đẹp từ chùa Non Đông (Tường Quang tự) xuống đến Công ty xi măng Hoàng Thạch được mang tên ông
Tại Công viên Mỏ than Mạo Khê có đặt tượng Nguyễn Văn Cừ.
“Tuổi trẻ Nguyễn Văn Cừ” là vở chèo của tác giả Đào Thiện đã được dàn dựng và biểu diễn rất thành công những năm 1970, 1980.